# Інтер (Бум-Бум)
Інтер Футебол Клубе ді Бум-Бум або просто Інтер (Бум-Бум) (порт. Inter Futebol Clube de Bom-Bom) — професіональний футбольний клуб з району Мі-Зочі на острові Сан-Томе, в Сан-Томе і Принсіпі.

## Історія
Команда базується в селищі Бум-бум в районі Мі-Зочі на острові Сан-Томе. Команда виграла три титули і входить до числа восьми команд, які коли-небудь перемагали в національному чемпіонаті. Інтер (Бум-Бум) виграв національний чемпіонат вперше в 1995 році, вдруге — у 2000 році, а втретє та востаннє на сьогодні у 2003 році. Клуб уперше взяв участь в африканських змаганнях в 2001 році. Інтер грав в Першому дивізіоні національного чемпіонату до 2009 року, коли вони не вибули до другого дивізіону.

## Досягнення
- Чемпіонат Сан-Томе і Принсіпі з футболу: 3 перемоги

1995, 2000, 2003
- Чемпіонат острова Сан-Томе: 3 перемоги

1995, 2000, 2003

## Виступи в континентальних турнірах під егідою КАФ
- Ліга чемпіонів КАФ: 1 виступ

2001 – Попередній раунд, зустрічалися з Соні Ела Нгуема з Екваторіальної Гвінеї